# Detinets

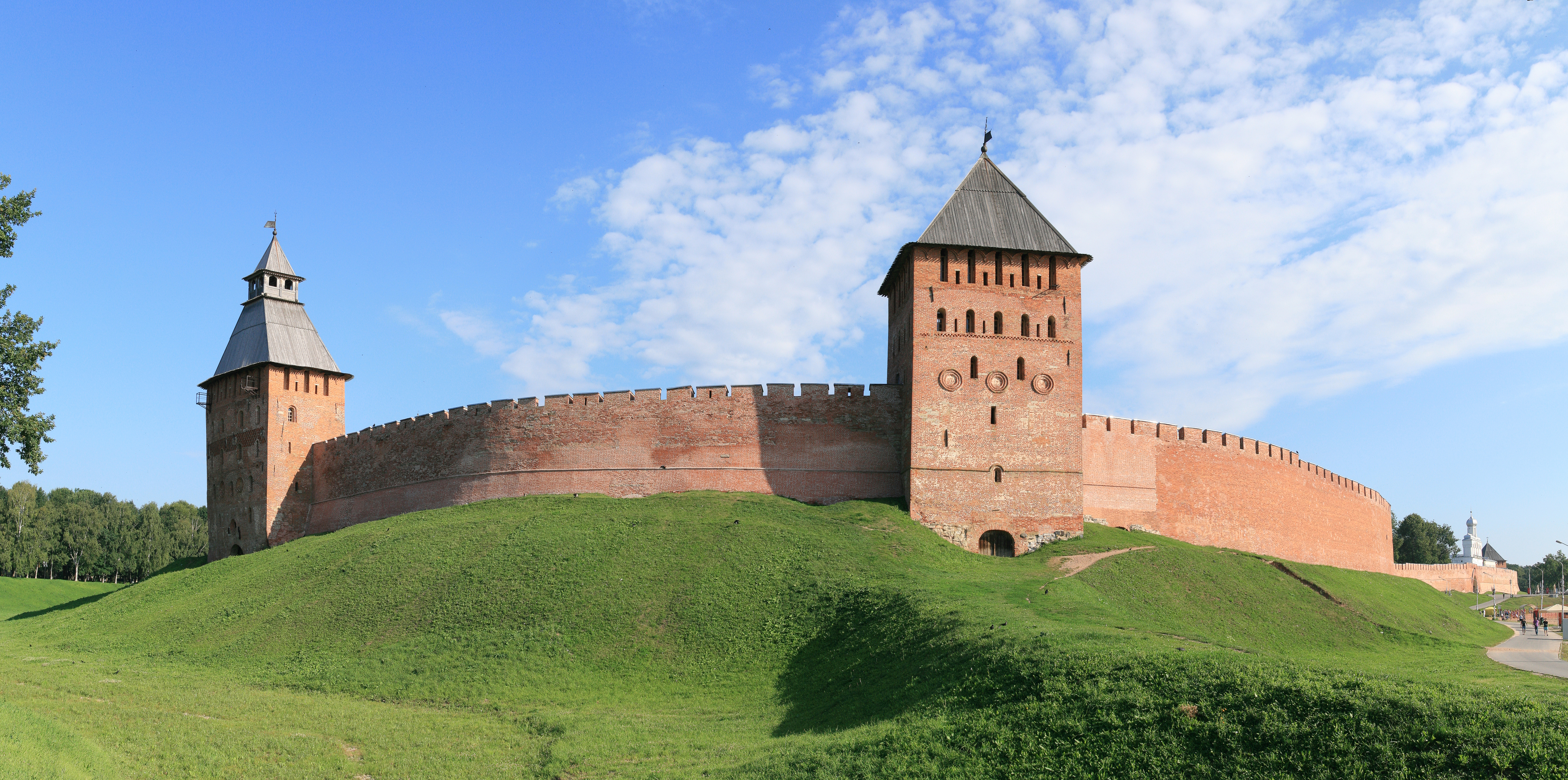
Detinets de Novgorod

Le detinets (en russe : Детинец) est la partie centrale des villes de la Rus' , celle qui est fortifiée, comme le detinets de Novgorod. Le mot apparaît dans les textes à partir de 1097 et s'est répandu jusqu'au XIVe siècle quand il est remplacé par le mot kamenny gorod (ville en pierre) puis par kremlin au XIXe siècle ou également citadelle (en russe : Цитадель). Le mot detinets est depuis lors utilisé presque uniquement pour le Kremlin de Novgorod et celui de Pskov. Son usage devient dialectal.
L'origine du mot se trouve dans sa racine deti (russe : дети) qui signifie enfants et désignerait en l'occurrence les plus faibles qui sont à protéger à l'abri de hauts murs lors des invasions extérieures. Le detinets était la structure la plus importante des anciennes villes de la Rus' parce qu'il était sous la surveillance constante des princes et protégeait les habitants des attaques extérieures. Outre le detinets, la ville qui grandit comprend un possad, c'est-à-dire un faubourg extra muros (hors-les-murs) et un cimetière
.